# Liste des prix de Rome en composition musicale
Cette page recense les lauréats du prix de Rome en composition musicale.
Le prix de Rome en musique date de 1803. Cinq récompenses pouvaient être attribuées, dans l’ordre suivant : premier grand prix, deuxième premier grand prix, second grand prix, deuxième second grand prix, mention.

## XIXesiècle

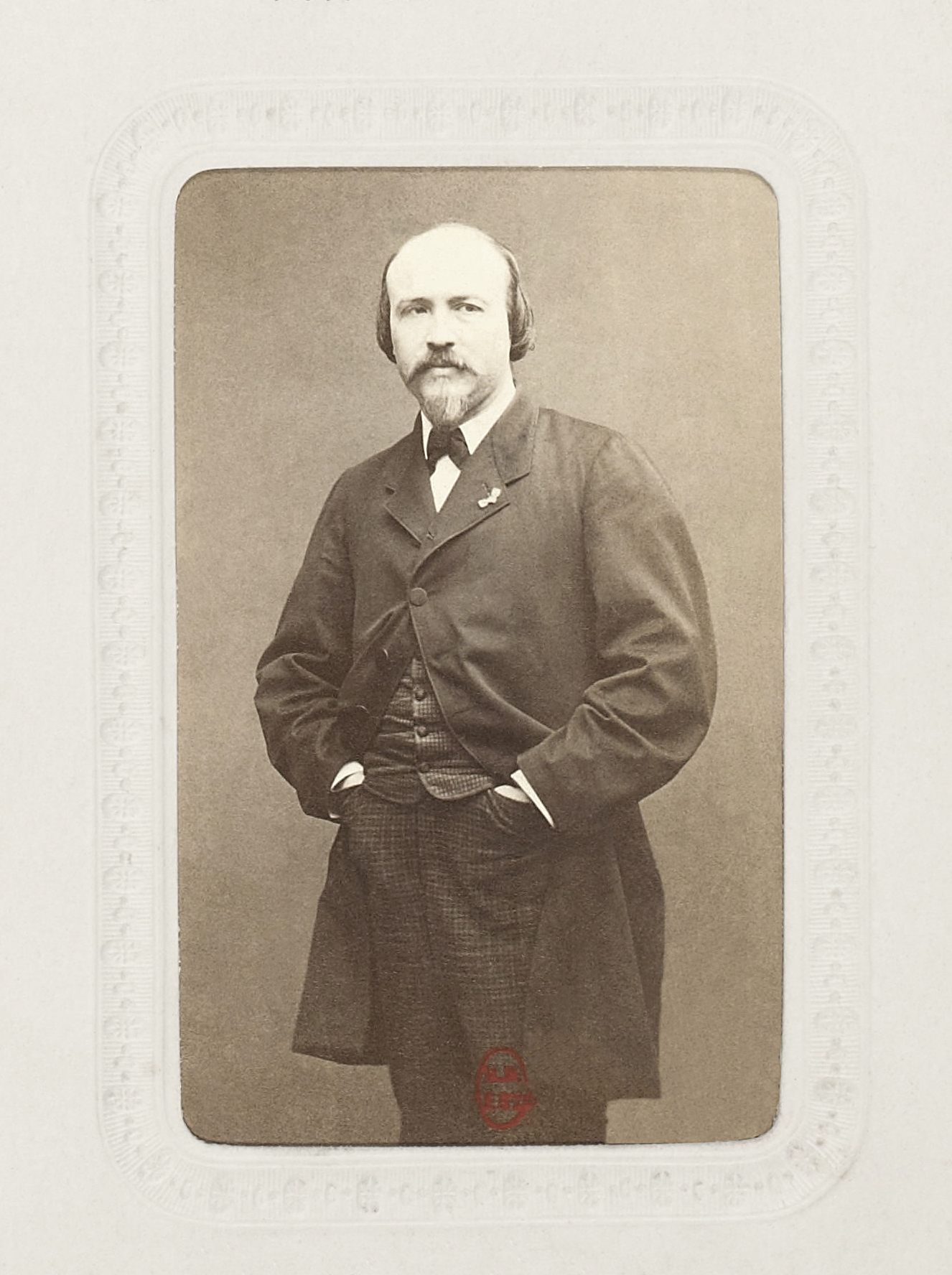
Victor Massé, Prix de Rome (composition musicale), 1844

- 1803 - Cantate Alcyone : Albert Androt 1er grand prix
- 1804 - Cantate Alcyone : 1er grand prix non attribué, Ferdinand Gasse second grand prix et Victor Dourlen deuxième second grand prix
- 1805 - Cantate Cupidon pleurant Psyché : Victor Dourlen 1er grand prix, Ferdinand Gasse deuxième premier grand prix
- 1806 - Cantate Héro et Léandre : Guillaume Bouteiller 1er grand prix, Gustave Dugazon second grand prix
- 1807 - Cantate Ariane à Naxos : 1er grand prix non attribué, Joseph Daussoigne-Méhul second grand prix, François-Joseph Fétis deuxième second grand prix et Auguste Blondeau mention
- 1808 - Cantate Marie Stuart : Auguste Blondeau 1er grand prix
- 1809 - Cantate Agar dans le désert : Joseph Daussoigne-Méhul 1er grand prix, Désiré Beaulieu second grand prix et Jean-Jacques Vidal deuxième second grand prix
- 1810 - Cantate Héro : Désiré Beaulieu 1er grand prix
- 1811 - Cantate Ariane : Hippolyte Chélard 1er grand prix, Félix Cazot second grand prix
- 1812 - Cantate La Duchesse de La Vallière : Ferdinand Hérold 1er grand prix, Félix Cazot deuxième premier grand prix
- 1813 - Cantate Herminie : Auguste Panseron 1er grand prix, Pierre-Gaspard Roll second grand prix
- 1814 - Cantate Atala : Pierre-Gaspard Roll 1er grand prix
- 1815 - Cantate Œnone : François Benoist 1er grand prix
- 1816 - Cantate Les derniers moments du Tasse : 1er grand prix non attribué, Désiré-Alexandre Batton second grand prix et Fromental Halévy deuxième second grand prix
- 1817 - Cantate La Mort d’Adonis : Désiré-Alexandre Batton 1er grand prix, Fromental Halévy second grand prix
- 1818 - Cantate Jeanne d'Arc : 1er grand prix non attribué, Aimé Leborne second grand prix
- 1819 - Cantate Herminie : Fromental Halévy 1er grand prix, Jean Massin dit Turina deuxième premier grand prix, Toussaint Poisson second grand prix et Benoît Defrance mention
- 1820 - Cantate Sophonisbe : Aimé Leborne 1er grand prix, Victor Rifaut second grand prix et Auguste Barbereau mention
- 1821 - Cantate Diane : Victor Rifaut 1er grand prix
- 1822 - Cantate Geneviève de Brabant : Joseph Lebourgeois 1er grand prix, Auguste Barbereau second grand prix et Hippolyte de Fontmichel deuxième second grand prix
- 1823 - Cantate Thisbé : Édouard Boilly 1er grand prix, Louis Ermel deuxième premier grand prix, Maximilien Simon second grand prix et Théodore Labarre deuxième second grand prix
- 1824 - Cantate Agnès Sorel : Auguste Barbereau 1er grand prix, Albert Guillion second grand prix et Adolphe Adam mention
- 1825 - Cantate Ariane à Naxos : Albert Guillion 1er grand prix, Claude Paris second grand prix et Adolphe Adam deuxième second prix
- 1826 - Cantate Herminie : Claude Paris 1er grand prix, Jean-Baptiste Guiraud second grand prix et Émile Bienaimé deuxième second prix
- 1827 - Cantate La Mort d’Orphée : Jean-Baptiste Guiraud 1er grand prix, Guillaume Despréaux second grand prix et Alphonse Gilbert deuxième second prix ; Hector Berlioz, qui concourait, n’obtint pas de prix.
- 1828 - Cantate Herminie : Guillaume Despréaux 1er grand prix, Hector Berlioz premier second grand prix et Julien Nargeot deuxième second prix
- 1829 - Cantate Cléopâtre : 1er grand prix non attribué, Eugène Prévost second grand prix et Alexandre Montfort deuxième second prix ; Hector Berlioz, qui concourait, n’obtint pas de prix.
- 1830 - Cantate La Mort de Sardanapale : Hector Berlioz 1er grand prix, Alexandre Montfort deuxième premier grand prix et Édouard Millault second prix
- 1831 - Cantate La Fuite de Bianca Capello : Eugène Prévost 1er grand prix, Pierre Lagrave second grand prix, Antoine Elwart deuxième second prix et Ambroise Thomas mention honorable[1]
- 1832 - Cantate Hermann et Ketty : Ambroise Thomas 1er grand prix, Xavier Boisselot et Charles-Valentin Mohrange dit Alkan mentions
- 1833 - Cantate Le Contrebandier espagnol : Alphonse Thys 1er grand prix et Adolphe Le Carpentier second prix
- 1834 - Cantate L'Entrée en Loge : Antoine Elwart 1er grand prix, Hippolyte-Raymond Colet second grand prix, Xavier Boisselot deuxième second grand prix, Auguste Placet mention[2]
- 1835 - Cantate Achille : Ernest Boulanger 1er grand prix, Vincent Delacour second grand prix
- 1836 - Cantate Velléda : Xavier Boisselot 1er grand prix, Louis Désiré Besozzi second grand prix
- 1837 - Cantate Marie Stuart et Rizzio : Louis Désiré Besozzi 1er grand prix, Louis François Chollet second grand prix, Charles Gounod deuxième second grand prix
- 1838 - Cantate La Vendetta : Georges Bousquet 1er grand prix, Edme-Marie-Ernest Deldevez second grand prix, Charles Dancla deuxième second grand prix, Alexis Roger mention
- 1839 - Cantate Fernand : Charles Gounod 1er grand prix, François Bazin second grand prix
- 1840 - Cantate Héloïse de Monfort : François Bazin 1er grand prix, Édouard Batiste second grand prix et Albert de Garaudé mention
- 1841 - Cantate Lionel Foscari : Louis-Aimé Maillart 1er grand prix, Théodore Mozin second grand prix et Albert de Garaudé deuxième second prix[1]
- 1842 - Cantate La Reine Flore : Alexis Roger 1er grand prix, Victor Massé second grand prix et Eugène Gautier deuxième second prix[1]
- 1843 - Cantate Le Chevalier enchanté : 1er grand prix non attribué, Henri Duvernoy second prix et Alexandre Marchand mention
- 1844 - Cantate Le Renégat de Tanger : Victor Massé 1er grand prix, Renaud de Vilbac deuxième premier prix et Henri Mertens second prix
- 1845 - Cantate Imogine : 1er grand prix non attribué, Eugène Ortolan second prix
- 1846 - Cantate Vélasquez : Léon Gastinel 1er grand prix, Joseph-Auguste Charlot mention
- 1847 - Cantate L'Ange et Tobie : Louis Deffès 1er grand prix, Eugène Crèvecœur second grand prix et Joseph-Auguste Charlot deuxième second grand prix[1]
- 1848 - Cantate Damoclès : Jules Duprato 1er grand prix, Auguste Bazille premier second grand prix et Georges Mathias deuxième second grand prix[1]
- 1849 - Cantate Antonio : 1er grand prix non attribué, Ernest Cahen second grand prix et Émile Jonas deuxième second prix
- 1850 - Cantate Emma et Eginhard : Joseph-Auguste Charlot 1er grand prix, Napoléon Mohrange dit Alkan premier second prix et Aristide Hignard deuxième second prix
- 1851 - Cantate Le Prisonnier : Alfred Deléhelle 1er grand prix, Charles Galibert premier second prix et Léonce Cohen deuxième second prix
- 1852 - Cantate Le Retour de Virginie : Léonce Cohen 1er grand prix et Ferdinand Poise second prix ; Camille Saint-Saëns, qui concourait, n’obtint pas de prix.
- 1853 - Cantate Le Rocher d'Appenzell : Charles Galibert 1er grand prix et Émile Durand second prix
- 1854 - Cantate Francesca de Rimini : Adrien Barthe 1er grand prix, Victor Delannoy premier second prix et Eugène Vast deuxième second prix
- 1855 - Cantate Acis et Galathée : Jean Conte 1er grand prix, Victor Chéri second prix et Charles Colin mention
- 1856 - Cantate David : 1er grand prix non attribué, Georges Bizet premier second prix, Eugène Lacheurié deuxième second prix et Pierre Faubert mention
- 1857 - Cantate Clovis et Clotilde : Georges Bizet 1er grand prix, Charles Colin deuxième premier grand prix, Pierre Faubert second prix et Edmond Cherouvrier mention
- 1858 - Cantate Jephté : Samuel David 1er grand prix, Edmond Cherouvrier second prix et Jules Pillevesse mention
- 1859 - Cantate Bajazet et le Joueur de Flûte : Ernest Guiraud 1er grand prix, Théodore Dubois second prix, Émile Paladilhe et Adolphe Deslandres mention honorable[1]
- 1860 - Cantate Ivan IV : Émile Paladilhe 1er grand prix, Adolphe Deslandres second prix et Isidore Legouix mention
- 1861 - Cantate Atala : Théodore Dubois 1er grand prix, Théodore Salomé premier second grand prix, Eugène Anthiome deuxième second grand prix et Charles Constantin mention
- 1862 - Cantate Louise de Mézières : Louis-Albert Bourgault-Ducoudray 1er grand prix, Adolphe Danhauser second grand prix, Jules Massenet mention
- 1863 - Cantate David Rizzio : Jules Massenet 1er grand prix, Charles Constantin second prix, Gustave Ruiz mention
- 1864 - Cantate Ivanhoë : Victor Sieg 1er grand prix ; Camille Saint-Saëns, qui concourait, n’obtint pas de prix.
- 1865 - Cantate Renaud dans les jardins d’Armide : Charles Lenepveu 1er grand prix
- 1866 - Cantate Dalila : Émile Pessard 1er grand prix
- 1867 - Cantate Le dernier des Abencérages : 1er grand prix non attribué
- 1868 - Cantate Daniel : Alfred Pelletier-Rabuteau 1er grand prix, Eugène Wintzweiller deuxième premier grand prix
- 1869 - Cantate Francesca de Rimini : Antoine Taudou 1er grand prix
- 1870 - Cantate Le Jugement de Dieu : Henri Maréchal 1er grand prix, Charles Lefebvre deuxième premier grand prix
- 1871 - Cantate Jeanne d’Arc : Gaston Serpette 1er grand prix
- 1872 - Cantate Calypso : Gaston Salvayre 1er grand prix, Léon Ehrhart second prix
- 1873 - Cantate Mazeppa : Paul Puget 1er grand prix, Paul Hillemacher second prix[3], Antonin Marmontel mention
- 1874 - Cantate Acis et Galatée : Léon Ehrhart 1er grand prix, Paul Véronge de La Nux second prix, André Wormser mention
- 1875 - Cantate Clytemnestre : André Wormser 1er grand prix, Amédée Dutacq mention
- 1876 - Cantate Judith : Paul Hillemacher 1er grand prix[3], Paul Véronge de La Nux deuxième premier grand prix, Amédée Dutacq second prix, Samuel Rousseau deuxième second prix
- 1877 - Cantate Rebecca à la fontaine : 1er grand prix non attribué, Claudius Blanc second grand prix, Clément Broutin mention
- 1878 - Cantate La fille de Jephté : Clément Broutin 1er grand prix, Samuel Rousseau deuxième premier grand prix, Henri Dallier et Georges Hüe mentions[4]
- 1879 - Cantate Médée : Georges Hüe 1er grand prix, Lucien Hillemacher[3] second prix et Georges Marty mention
- 1880 - Cantate Fingal : Lucien Hillemacher 1er grand prix[3], Georges Marty second prix et Alfred Bruneau mention
- 1881 - Cantate Geneviève de Paris : 1er grand prix non attribué, Alfred Bruneau second prix, Paul Vidal deuxième second prix et Edmond Missa mention
- 1882 - Cantate Edith : Georges Marty 1er grand prix, Gabriel Pierné deuxième premier grand prix, Xavier Leroux mention
- 1883 - Cantate Le Gladiateur : Paul Vidal 1er grand prix, Claude Debussy second prix et Charles-Olivier-René Bibard dit Charles-René deuxième second prix
- 1884 - Cantate L’Enfant Prodigue : Claude Debussy 1er grand prix, Charles-Olivier-René Bibard dit Charles-René second prix et Xavier Leroux deuxième second prix
- 1885 - Cantate Endymion : Xavier Leroux 1er grand prix, Augustin Savard second prix et André Gedalge mention
- 1886 - Cantate La Vision de Saül : Augustin Savard 1er grand prix, Henri Kaiser second prix et André Gedalge deuxième second prix
- 1887 - Cantate Didon : Gustave Charpentier 1er grand prix, Alfred Bachelet second prix et Camille Erlanger deuxième second prix
- 1888 - Cantate Velléda : Camille Erlanger 1er grand prix, Paul Dukas second prix
- 1889 - Cantate Sémélé : 1er grand prix non attribué, Alix Fournier deuxième second prix
- 1890 - Cantate Cléopâtre : Gaston Carraud 1er grand prix, Alfred Bachelet deuxième premier grand prix, Henri Lutz second prix et Charles Silver deuxième second prix
- 1891 - Cantate L’Interdit : Charles Silver 1er grand prix, Alix Fournier premier second grand prix et Camille Andrès mention
- 1892 - Cantate Amadis : 1er grand prix non attribué, Henri Büsser premier second grand prix et André Bloch deuxième second prix
- 1893 - Cantate Antigone : André Bloch 1er grand prix, Henri Büsser deuxième premier grand prix, Charles Levadé second prix et Jules Bouval mention
- 1894 - Cantate Daphné : Henri Rabaud 1er grand prix, Omer Letorey second prix et Jules Mouquet mention
- 1895 - Cantate Clarisse Harlowe : Omer Letorey 1er grand prix, Max d'Ollone second prix
- 1896 - Cantate Mélusine : Jules Mouquet 1er grand prix, Charles d’Ivry premier second prix et Fernand Halphen deuxième second prix
- 1897 - Cantate Frédégonde : Max d'Ollone 1er grand prix, Bernard Crocé-Spinelli second prix et Florent Schmitt deuxième second prix
- 1898 - Cantate Radegonde : 1er grand prix non attribué, Edmond Malherbe second prix
- 1899 - Cantate Callirhoé : Charles Levadé 1er grand prix, Edmond Malherbe deuxième premier prix, Léon Moreau second prix, Louis Brisset mention
- 1900 - Cantate Sémiramis : Florent Schmitt 1er grand prix, Aymé Kunc second prix, Albert Bertelin mention

## XXesiècle
- 1901 - Cantate Myrrha : André Caplet 1er grand prix, Gabriel Dupont premier second prix et Maurice Ravel deuxième second prix
- 1902 - Cantate Alcyone : Aymé Kunc 1er grand prix, Roger-Ducasse premier second prix et Albert Bertelin deuxième second prix ; Maurice Ravel, qui concourait, n’obtint pas de prix.
- 1903 - Cantate Alyssa : Raoul Laparra 1er grand prix, Raymond Pech deuxième second prix, Paul Pierné mention ; Maurice Ravel, qui concourait, n’obtint pas de prix.
- 1904 - Cantate Medora : Raymond Pech 1er grand prix, Paul Pierné premier second prix et Hélène Fleury-Roy deuxième second prix
- 1905 - Cantate Maïa : Victor Gallois 1er grand prix, Marcel Samuel-Rousseau deuxième premier prix, Philippe Gaubert premier second prix et Louis Dumas deuxième second prix ; Maurice Ravel, qui concourait, n’obtint pas de prix.
- 1906 - Cantate Ismaïl : Louis Dumas 1er grand prix, André Gailhard premier second prix et Maurice Le Boucher deuxième second prix
- 1907 - Cantate Selma : Maurice Le Boucher 1er grand prix, Jules Mazellier second prix
- 1908 - Cantate La Sirène : André Gailhard 1er grand prix, Nadia Boulanger deuxième second prix, Édouard Flament mention
- 1909 - Cantate La Roussalka : Jules Mazellier 1er grand prix, Noël Gallon premier second prix et Marcel Tournier deuxième second prix
- 1910 - Cantate Acis et Galatée : Noël Gallon 1er grand prix, Paul Paray second grand prix et Marc Delmas deuxième second grand prix[1]
- 1911 - Cantate Yanitza : Paul Paray 1er grand prix, Claude Delvincourt premier second grand prix et Vladimir Dyck deuxième second grand prix[5]
- 1912 - Cantate Fulvia : 1er grand prix non attribué, Édouard Mignan second grand prix
- 1913 - Cantate Faust et Hélène : Lili Boulanger, première femme à remporter le 1er grand prix, Claude Delvincourt 1er grand prix (ex-æquo ), Marc Delmas second prix
- 1914 - Cantate Psyché : Marcel Dupré 1er grand prix, Raymond de Pezzer premier second grand prix, André Laporte deuxième second grand prix
- 1915 à 1918 - Pas de concours
- 1919 - Cantate Le Poète et la fée : Marc Delmas 1er grand prix, Jacques Ibert deuxième premier grand prix, Marguerite Canal premier second grand prix et Jean Déré deuxième second prix
- 1920 - Cantate Don Juan : Marguerite Canal 1er grand prix, Jacques de la Presle premier second prix et Robert Dussaut deuxième second prix
- 1921 - Cantate Hermione : Jacques de la Presle 1er grand prix, Robert Dussaut premier second prix et Francis Bousquet deuxième second prix
- 1922 - Cantate Le Prétendant : 1er grand prix non attribué, Francis Bousquet premier second grand prix, Aimé Steck deuxième second grand prix et Jeanne Leleu mention
- 1923 - Cantate Béatrix : Jeanne Leleu 1er grand prix, Francis Bousquet deuxième premier grand prix, Robert Bréard second prix et Yves de la Casinière deuxième second prix
- 1924 - Cantate Les Amants de Vérone : Robert Dussaut 1er grand prix, Edmond Gaujac second prix et René Guillou mention
- 1925 - Cantate La Mort d’Adonis : Louis Fourestier 1er grand prix, Yves de la Casinière second prix et Maurice Franck mention
- 1926 - Cantate L’Autre mère : René Guillou 1er grand prix, Maurice Franck second prix
- 1927 - Cantate Coriolan : Edmond Gaujac 1er grand prix, Henri Tomasi premier second prix et Raymond Loucheur deuxième second prix
- 1928 - Cantate Héraclès à Delphes : Raymond Loucheur 1er grand prix, Elsa Barraine deuxième second prix et Marc Vaubourgoin mention
- 1929 - Cantate La Vierge guerrière : Elsa Barraine 1er grand prix, Tony Aubin premier second prix et Sylvère Caffot deuxième second prix
- 1930 - Cantate Actéon : Tony Aubin 1er grand prix, Marc Vaubourgoin premier second prix et Yvonne Desportes deuxième second prix
- 1931 - Cantate L'Ensorceleuse : Jacques Dupont (dit Jacque-Dupont) 1er grand prix, Yvonne Desportes premier second prix et Henriette Puig-Roget deuxième second prix
- 1932 - Cantate Le Pardon : Yvonne Desportes 1er grand prix, Émile Marcelin premier second prix  et Jean Vuillermoz deuxième second prix
- 1933 - Cantate Idylle funambulesque : Robert Planel 1er grand prix, Henriette Puig-Roget premier second prix et Henri Challan deuxième second prix
- 1934 - Cantate La légende de Roukmani : Eugène Bozza 1er grand prix, Jean Hubeau premier second prix et René Challan deuxième second prix
- 1935 - Cantate Le château endormi : René Challan 1er grand prix, Pierre Maillard-Verger premier second prix et Marcel Stern deuxième second prix
- 1936 - Cantate Gisèle : Marcel Stern 1er grand prix, Henri Challan premier second prix et Henri Dutilleux deuxième second prix
- 1937 - Cantate La Belle et la Bête : Victor Serventi 1er grand prix, Pierre Lantier premier second prix et André Lavagne deuxième second prix
- 1938 - Cantate L’Anneau du roi : Henri Dutilleux 1er grand prix, André Lavagne premier second prix  et Gaston Litaize deuxième second prix
- 1939 - Cantate La farce du Mari fondu : Pierre Maillard-Verger 1er grand prix, Jean-Jacques Grunenwald premier second grand prix et Raymond Gallois-Montbrun second prix
- 1940 - 1941 - Pas de concours
- 1942 - Cantate Pygmalion délivré : Alfred Desenclos 1er grand prix, Raymond Gallois-Montbrun premier second prix  et Rolande Falcinelli deuxième second prix
- 1943 - Cantate La Légende d’Icare : Pierre Sancan 1er grand prix, Claude Pascal premier second prix et Marcel Bitsch deuxième second prix
- 1944 - Cantate Louise de la Miséricorde : Raymond Gallois-Montbrun 1er grand prix, Marcel Bitsch premier second prix et Jeanine Rueff deuxième second prix
- 1945 - Cantate La Farce du contrebandier : Marcel Bitsch 1er grand prix, Claude Pascal deuxième premier prix, Gérard Calvi premier second prix et Charles Jay deuxième second prix
- 1946 - Cantate Le jeu de l’amour et du hasard : Pierre Petit 1er grand prix, Robert Lannoy premier second prix et Jean-Pierre Dautel deuxième second prix
- 1947 - Cantate Et la belle se réveille : Jean-Michel Damase 1er grand prix, Odette Gartenlaub deuxième second prix et Georges Delerue mention
- 1948 - Cantate Genovefa : Odette Gartenlaub 1er grand prix, Jeanine Rueff premier second prix et Georges Delerue deuxième second prix
- 1949 - Cantate La Résurrection de Lazare : Adrienne Clostre 1er grand prix, Georges Delerue premier second prix et Pierre Villette deuxième second prix
- 1950 - Cantate Bettina : Éveline Plicque-Andréani 1er grand prix, Charles Chaynes premier second prix et Serge Lancen deuxième second prix
- 1951 - Cantate Et l’Homme vit se rouvrir les portes : Charles Chaynes 1er grand prix, Alain Weber premier second prix et Ginette Keller deuxième second prix
- 1952 - Cantate La Sortie de la dame qui fut muette : Alain Weber 1er grand prix, Jean-Michel Defaye premier second prix, Jacques Albrespic et Jean Aubain deuxièmes second prix
- 1953 - Cantate La Boîte de Pandore : Jacques Castérède 1er grand prix, Roger Boutry premier second prix et Pierick Houdy deuxième second prix
- 1954 - Cantate On ne badine pas avec l'amour : Roger Boutry 1er grand prix, Alain Bernaud deuxième second prix et Pierre-Max Dubois mention
- 1955 - Cantate Le rire de Gargantua : Pierre-Max Dubois 1er grand prix, Jean Aubain premier second prix et René Maillard deuxième second prix
- 1956 - Cantate Le mariage forcé : Jean Aubain 1er grand prix, Pierre Gabaye premier second prix, Jean-Pierre Rivière deuxième second prix et Noël Lancien mention
- 1957 - Cantate La Fée Urgèle : Alain Bernaud 1er grand prix, Jean-Pierre Rivière premier second prix et Alain Margoni deuxième second prix
- 1958 - Cantate Une mort de Don Quichotte : Noël Lancien 1er grand prix, Alain Margoni premier second prix et Marie-Brigitte Gauthier deuxième second prix
- 1959 - Cantate Dans les Jardins d’Armide : Alain Margoni 1er grand prix, Gilles Boizard premier second prix et Françoise Cotron-Henry deuxième second prix
- 1960 - Cantate Cantate du Printemps : Gilles Boizard 1er grand prix, Jean-Claude Henry premier second prix et Christian Manen deuxième second prix
- 1961 - Cantate La Loreley : Christian Manen 1er grand prix, Pierre Durand premier second prix et Alain Petitgirard deuxième second prix
- 1962 - Cantate Le Grand Yacht Despair : Alain Petitgirard 1er grand prix, Antoine Tisné second prix
- 1963 - Cantate Les Hommes sur la terre : Yves Cornière 1er grand prix, Michel Decoust premier second prix et Thérèse Brenet deuxième second prix
- 1964 - Cantate Les Rois mages : pas de premier prix, Xavier Darasse second prix
- 1965 - Cantate Les Visions prophétiques de Cassandre : Thérèse Brenet et Lucie Robert-Diessel 1er grand prix, Monic Cecconi-Botella premier second prix et Edith Lejet deuxième second prix
- 1966 - Cantate La Muse qui est la grâce : Monic Cecconi-Botella 1er grand prix, Michel Merlet second prix
- 1967 - Cantate Voyageur, où t'en vas-tu ? : Michel Rateau 1er grand prix, Alain Louvier premier second prix et Philippe Drogoz deuxième second prix
- 1968 - Cantate Folie et mort d’Ophélie : Alain Louvier 1er grand prix, Edith Lejet premier second prix et Alain Abbott deuxième second prix